# سیساک (نام‌بخش)
سیساک (ارمنی: Սիսակ؛ انگلیسی: Sisak؛ جد اسطوره‌ای خاندان پادشاهی ارمنی، سیونی بود. موسی خورنی، تاریخ‌نگار ارمنی اشاره نموده که سیساک برادر هامار (شناخته شده با نام آرما) و پسر گغام و نواده هایک، پدرسالار اسطوره‌ای ارامنه بوده‌است.
به گفته موسی خورنی، سیساک یکی از اعضای مهم خاندان سیونی بود، که یکی از خاندان‌های پادشاهی ارمنی بود⁴. سیونی‌ها یکی از خاندان‌های مهم در تاریخ ارمنستان بودند و نقش مهمی در سیاست و فرهنگ این کشور ایفا کردند⁴.